# Аскольдов Олександр Якович
Олекса́ндр Я́кович Аско́льдов (17 червня 1932, Москва, Російська РФСР — 21 травня 2018, Швеція) — російський кінорежисер, письменник, сценарист. Кавалер ордена «За заслуги» III ступеня (Україна, 2008).

## Біографічні відомості
1955 року закінчив філологічний факультет Московського університету, 1958 року — аспірантуру Літературного інституту імені Максима Горького.
У 1959—1960 роках — інспектор відділу театрів Міністерства культури СРСР, у 1960—1964 роках — головний редактор Управління виробництва фільмів Міністерства культури СРСР, член сценарної редколегії Комітету кінематографії СРСР.
1966 року закінчив режисерське відділення Вищих курсів сценаристів і режисерів.
1966 року в Кам'янці-Подільському знімав фільм «Комісар» (до 1988 року стрічка була під забороною). Після заборони фільму звільнений з кіностудії імені Максима Горького зі штампом у трудовій книжці «професійно непридатний», виключили з КПРС і позбавили можливості працювати за фахом. Працював бетонярем у Татарстані.
У 1981—1985 роках — директор, художній керівник кіноконцертного залу «Росія».
25 жовтня 2002 року зустрівся з кам'янчанами на запізнілій прем'єрі фільму.
У останні роки жив у Німеччині. Автор роману «Повернення в Єрусалим».

## Фестивалі та премії
- 1988 — МКФ в Берліні: участь у Основній програмі (1967 «Комісар»)
- 1988 — МКФ в Генті: Спеціальний приз журі (1967 «Комісар»)
- 1988 — МКФ в Західному Берліні: Приз «Срібний ведмідь» (1967 «Комісар»)
- 1988 — МКФ в Західному Берліні: Приз FIPRESCI (1967 «Комісар»)
- 1988 — МКФ у Кемпері: Гран-прі (1967 «Комісар»)
- 1990 — МКФ в Берліні: участь у Програмі «Retrospective» (1967 «Комісар»)